# Alvorada (Tocantins)
Alvorada é um município do interior do estado do Tocantins, região Norte do Brasil. Localiza-se a uma latitude 12º28'48" sul e a uma longitude 49º07'30" oeste, na região geográfica intermediária de Gurupi e na região imediata de Gurupi, ocupando uma área de 1 207,201 km², a uma altitude média de 289 metros.[carece de fontes?]
Na divisão regional do estado para fins de planejamento, situa-se na região Sul da macrorregião Sul, a uma distância de 319 km da capital, Palmas.
Segundo o Censo 2022, a população é constituída de 8 802 pessoas, com estimativa de 9 094 habitantes em 2024, sendo o 3 257º município mais populoso do país e o 32º no ranking estadual. O PIB em 2021 foi de R$ 474 111,349 mil.
A prefeita de Alvorada é Thaynara Melo, do partido União Brasil, eleita para governar o município de 1º de janeiro de 2025 a 31 de dezembro de 2028.

## História
O nascimento do povoado que deu origem ao município de Alvorada aconteceu em 1954, num local chamado de Cabeceira da Anta, onde Jorge Figueiras construiu um comércio e uma pensão na estrada entre as cidades de Peixe e Porangatu. Em 1955, ali também foi instalado o acampamento da empresa Rodobrás, responsável pela construção da BR-153, também chamada de rodovia Transbrasiliana, ou Belém-Brasília, obra chefiada por Adjúlio Baltazar. O empreendimento logo passou a atrair novos moradores.
Jorge Figueiras, Adjúlio Baltazar e Teotônio Rufino Segurado, que já morava na região há mais de trinta anos, reuniram-se decidiram lotear o espaço à margem do traçado da futura rodovia federal. O povoado foi elevado à categoria de distrito em 28 de fevereiro de 1963, recebendo o nome de Alvorada, em referência ao Palácio da Alvorada, edifício de Brasília então recém inaugurado que é a residência oficial da Presidência da República.
A emancipação foi efetivada em 11 de novembro do mesmo ano, quando o distrito foi convertido em município, tendo sido desmembrado do município de Peixe, e sua instalação aconteceu no dia 1º de janeiro de 1964, quando ocorreu a posse do primeiro prefeito eleito, Nereu de Souza Lima.

## Esporte
A Associação Atlética Alvorada representa o município no futebol. O time foi campeão estadual em 1998 e participou da Copa do Brasil no mesmo ano.
O Estádio Municipal Elias Natan é o principal espaço esportivo da cidade, com capacidade para 1 300 pessoas.